# Zeithain
Zeithain är en kommun och ort i Landkreis Meissen i förbundslandet Sachsen i Tyskland. Kommunen har cirka 6 000 invånare.